# Gunilla Röör
Gunilla Kristina Röör (Bromma, 16 de agosto de 1959) é uma premiada atriz sueca. Ela é filha da cantora pop Inger Berggren.

## Biografia
Gunilla ingressou na Academia de Teatro de Estocolmo em 1983, e se formou em 1986. Fez sua estreia no teatro na peça Rop över floden. Estreou no cinema com o filme Dangerous Film (1988), de Suzanne Osten. Em 1991, interpretou Freud em Freud's Leaving Home, pelo qual recebeu um Guldbagge no ano seguinte na categoria de melhor atriz. Ela recebeu o mesmo prêmio em 1996 por sua atuação em Sommaren. Ela também foi indicada em 2003 por seu papel coadjuvante em Beck - The Last Witness e em 2014 como melhor atriz por Once in a Year.
Por sua participação em Engelen (2009), ela recebeu o Prêmio Amanda de melhor atriz coadjuvante.

## Vida pessoal
Ela é casada com o ator Per Sandberg e juntos têm um filho.

## Filmografia parcial
- Lethal Film (1988)
- The Guardian Angel (1990)
- Freud's Leaving Home (1991)
- Night of the Orangutan (1992)
- Yrrol (1994)
- Sommaren (1995)
- Adam & Eva (1997)
- Skärgårdsdoktorn (TV) (1997)
- Under the Sun (1998)
- En liten julsaga (1999)
- Gossip (2000)
- Sprängaren (2001)
- Beck – Sista vittnet (2002)
- Gud, lukt och henne (2008)
- Livet i Fagervik (TV) (2008)
- Bibliotekstjuven (TV) (2011)